# رامي الوريكات
رامي الوريكات (27 يوليو 1969 -) سياسي أردني ووزير سابق. شغل منصب وزير الشباب في حكومة هاني الملقي الأولى منذ 1 يونيو 2016 وحتى خروجه من الفريق الحكومي في التعديل الوزاري الثاني الذي أجري على الحكومة بتاريخ 15 يناير 2017.
يحمل درجة البكالوريوس في إدارة الأعمال ودرجة الماجستير في القانون الخاص. 

## المناصب التي شغلها
- وزير الشباب 2016. [1]
- أمين عام وزارة الشؤون السياسية والبرلمانية 2013
- أمين عام وزارة الشؤون البرلمانية 2010-2013
- مستشار في رئاسة الوزراء 2006 -2010
- مستشار ورئيس وحدة المستثمرين في رئاسة الوزراء 2004 -2006
- سكرتير خاص رئيس الوزراء 2001-2003
- مدير مراسم رئاسة الوزراء 1998-2001